# گرافیک شطرنجی

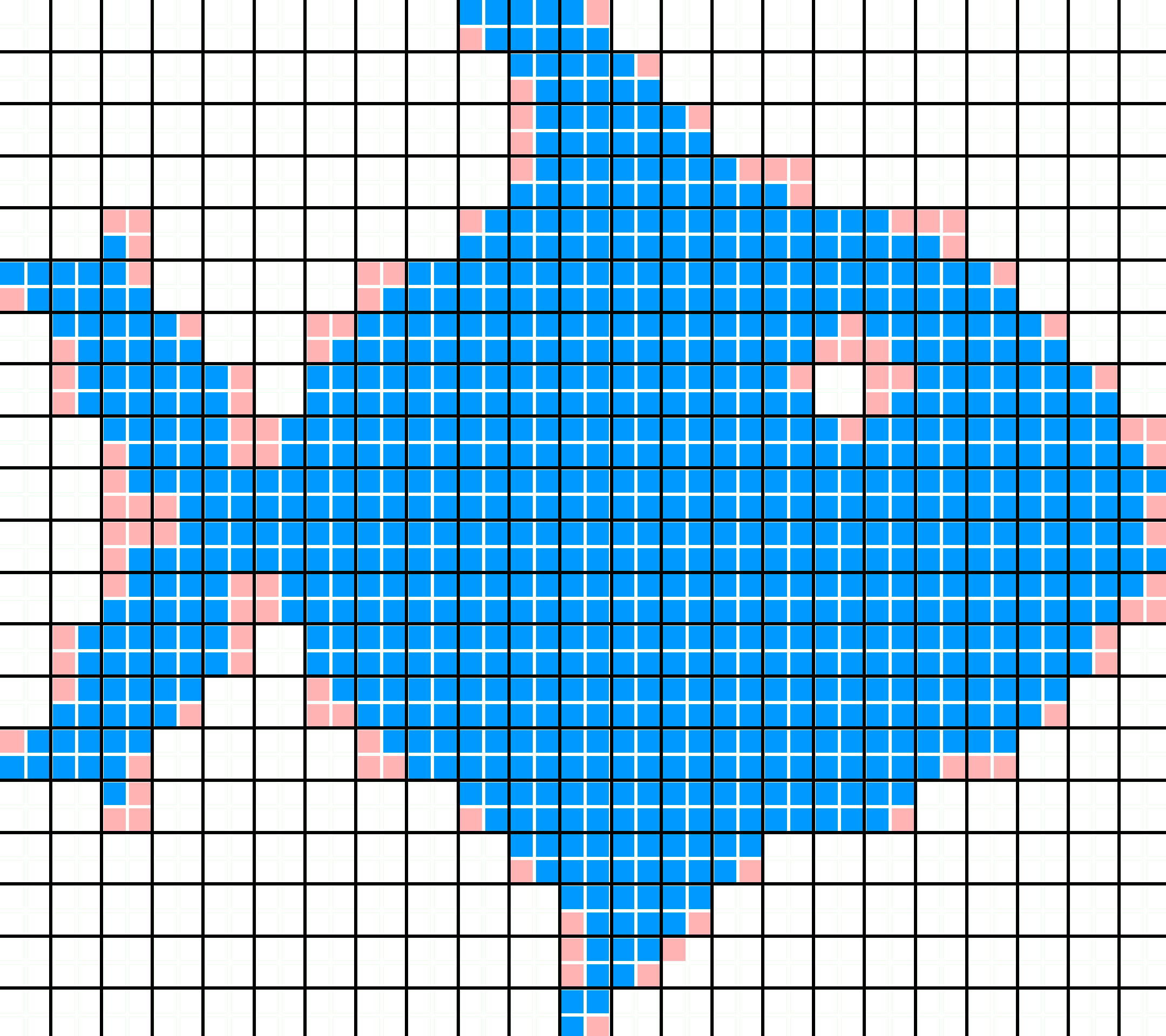

نگاشتار شطرنجی یا گرافیک شطرنجی (به انگلیسی: Raster Graphics) روشی از گرافیک است که به وسیله تقسیم کردن تصویر به چهارخانه‌های کوچک یا عناصر کوچک تصویر که پیکسل نام دارند ساخته می‌شود. پیکسل‌ها، محتوای اطلاعاتی مثل حافظ، کنترل شفافیت و رنگ می‌باشند. این اطلاعات می‌توانند در هر یک از پیکسل‌ها برای هر جزء برنامه نگهداری شوند. هر جزء تصویر، یا شبکه، می‌تواند شامل هزاران پیکسل باشد که هر کدام دارای ارزش شماره‌ای مخصوص به خود است. بنابراین در این روش (گرافیک شطرنجی رقمی) هر پیکسل مربوط به یک ارزش محاسبه  شده و از پیش تعیین شده‌است، که می‌تواند با دقت زیاد مشخص شود.

## وضوح تصویر
گرافیک شطرنجی به وضوح تصویر وابستگی دارد، به این معنی که آن‌ها نمیتوانند بدون از دست دادن کیفیت ظاهری به وضوح دلخواه خود دست یابند و افزایش مقیاس دهند. این ویژگی با قابلیت‌های گرافیک برداری در تضاد است، زیرا گرافیک برداری می‌تواند به راحتی و بدون افت کیفیت به اندازه توانایی دستگاهی که آن‌ها را رندر می‌کند، افزایش اندازه داشته باشند. گرافیک شطرنجی بیشتر با عکس‌ها و تصاویر واقعی سر و کار دارد، در حال که گرافیک برداری بیشتر برای حروف چینی یا طراحی‌های گرافیکی به کار می‌رود. نمایشگرهای کامپیوتری امروزی معمولاً  72 تا 130 پیکسل بر اینچ (PPI) و برخی از پرینترهای امروزی می‌توانند 2400 نقطه در اینچ (DPI) چاپ کنند، و این تضاد در تعداد پیکسل‌ها می‌تواند تعیین وضوح تصویر مناسب برای تصویری که قرار است چاپ شود را با مشکل روبرو سازد. زیرا ممکن است تصویر چاپ شده از جزئیات بیشتری نسبت به تصویر به نمایش در آمده در نمایشگر برخوردار باشد. معمولا وضوح تصویر 150 تا 300 پیکسل بر اینچ برای روند چاپ 4 رنگی(CMYK) به خوبی کار می‌کند.
برای فناوری‌های چاپی که عمل مخلوط کردن رنگ را به جای روش چاپ رو هم، از روش لرزشی (ترام) انجام می‌دهند (تقریبا تمام پرینترهای خانگی و اداری جوهرافشان و لیزری از روش چاپ رو هم استفاده می‌کنند)، نقطه بر اینچ چاپگر و پیکسل بر اینچ تصویر معنی بسیار متفاوتی دارد، واین می‌تواند گمراه‌کننده باشد. از آنجایی که در فرایند لرزشی، چاپگر برای افزایش عمق رنگ یک پیکسل تصویر را از چند نقطه می‌سازد، نقطه بر اینچ چاپگر باید به مراتب بالاتر از پیکسل بر اینچ مورد نظر تنظیم شود تا ازعمق رنگ کافی بدون به خطرانداختن وضوح تصویر اطمینان حاصل شود. بنابراین به عنوان مثال، برای چاپی که تصویر با وضوح 250 پیکسل بر اینچ ممکن است نیاز باشد که چاپگر روی 1200 نقطه بر اینچ تنظیم شود.

## ویرایشگرهای عکس مبتنی بر شطرنجی

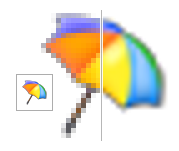
نگاشتار شطرنجی نمونه چتر

ویرایشگرهای عکس مبتنی بر شطرنجی، مانند  پینتر، فوتوشاپ،پینت.نت،گیمپ وپینت، حول محور ویرایش پیکسل‌ها می چرخند، برخلاف ویرایشگرهای بُرداری، مانند ایکس فیگ، کورل‌دراو ،ادوبی ایلاستِرَیتِر ، و یا برنامه اینک‌اسکیپ، که حول محور ویرایش خطوط و اشکال (بردار) می چرخند. وقتی که یک تصویر در یک ویرایشگر تصویر مبتنی بر شطرنجی پردازش می‌شود، در واقع تصویر از میلیون‌ها پیکسل تشکیل شده‌است. یک ویرایشگر تصویر شطرنجی با دستکاری تک تک پیکسل‌ها عمل ویرایش تصویر را انجام می‌دهد. بیشتر ویرایشگرهای تصویر مبتنی برپیکسل با استفاده از مدل رنگی آرجی ‌بی کار می‌کنند،اما برخی نیز اجازه استفاده از مدل‌های رنگی دیگر، مانند مدل رنگی سی‌ ام ‌وای ‌کی را می‌دهند.